# کافه ایرانی

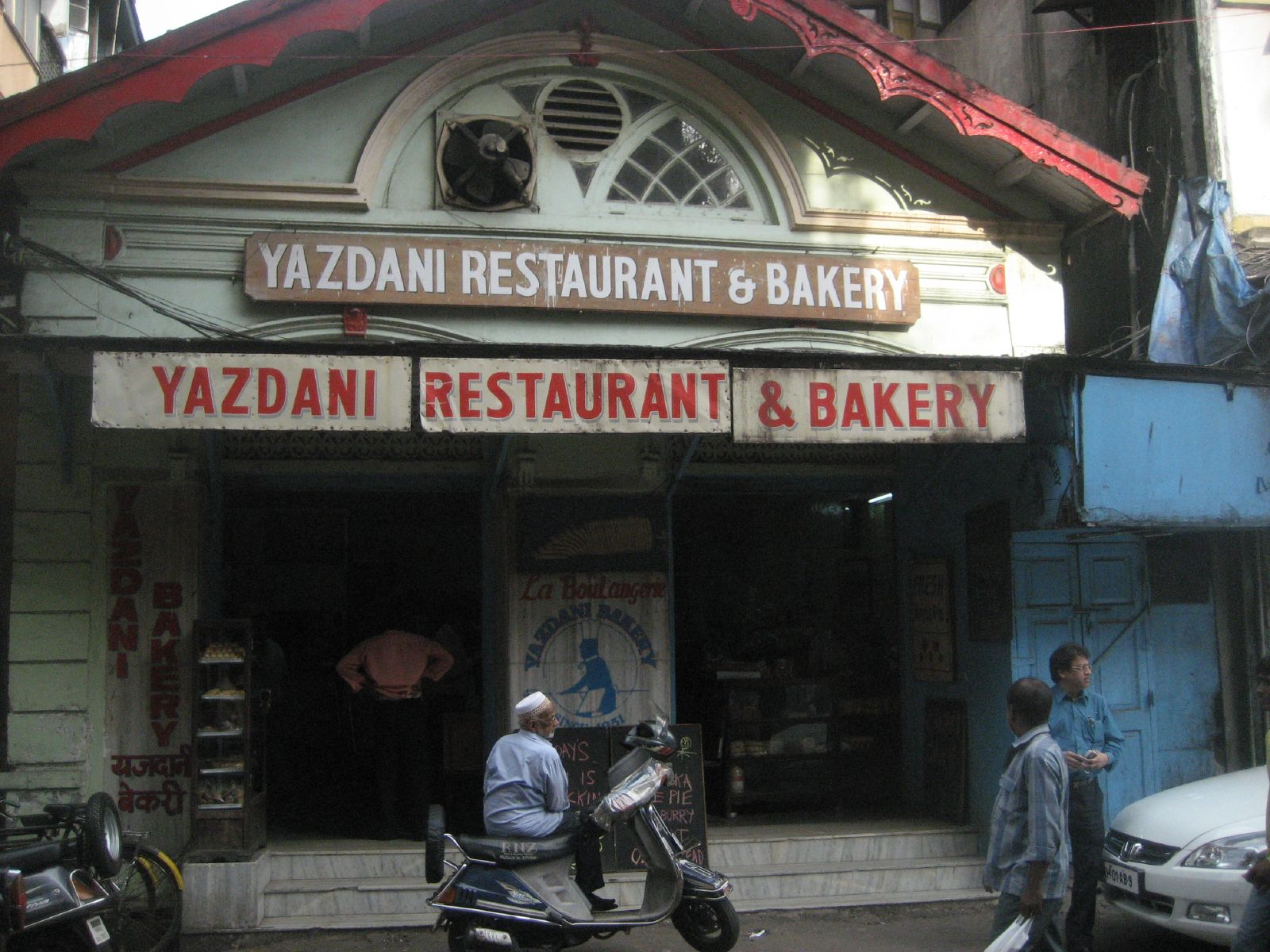
قنادی یزدانی در بمبئی، هند

کافه ایرانی (به انگلیسی: Irani café) کافه هایی به سبک ایرانی در شبه‌قاره هند است. آنها در اصل توسط زرتشتیان ایرانی که در قرن نوزدهم به خاطر آزار و اذیت مسلمانان از ایران به هند مستعمراتی مهاجرت کرده بودند ایجاد شدند. در بمبئی و حیدرآباد شماری کافه ایرانی وجود داشت که به خاطر چای ایرانی‌شان بسیار محبوب بودند. در سالهای دهه ۱۹۵۰ میلادی ۳۵۰ کافه ایرانی وجود داشت که حالا فقط ۲۵ تا از آنها باقی مانده است. کراچی در پاکستان هم میزبان کافه های ایرانی بسیاری بود.